# Tipula (Nobilotipula) wardleana
Tipula (Nobilotipula) wardleana is een tweevleugelige uit de familie langpootmuggen (Tipulidae). De soort komt voor in het Oriëntaals gebied.